# Markijan Schaschkewytsch

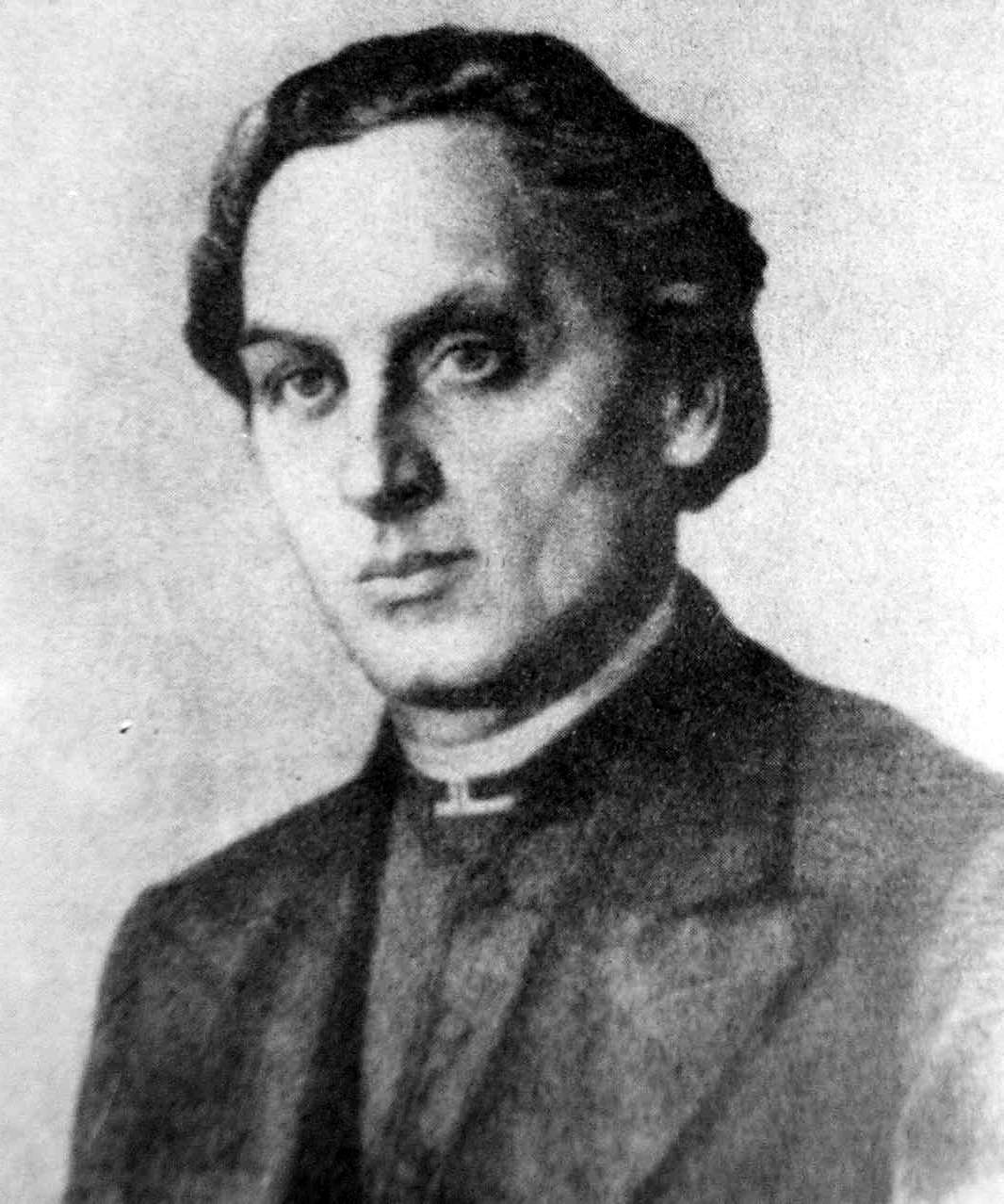
Porträt des Schriftstellers Markijan Schaschkewytsch

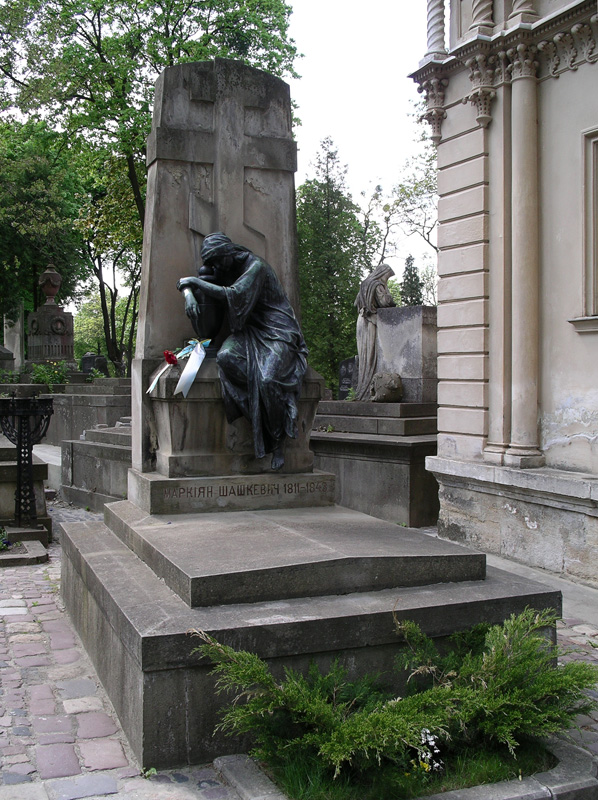
Das Grab von Markijan Schaschkewytsch auf dem Lytschakiwski-Friedhof in Lemberg

Markijan Semenowytsch Schaschkewytsch (ukrainisch Маркіян Семенович Шашкевич wiss. Transliteration Markijan Semenovyč Šaškevyč; * 6. November 1811 in Pidlyssja, Kronland Königreich Galizien und Lodomerien, Österreich; † 7. Juni 1843 in Nowosilky, Galizien) war ein ukrainischer Schriftsteller, Dichter und Priester der ukrainisch griechisch-katholischen Kirche.

## Biografie
Markijan Schaschkewytsch wurde in der Familie eines griechisch-katholischen Priesters geboren. Er besuchte das Lemberger Gymnasium, studierte anschließend Theologie am griechisch-katholischen theologischen Seminar und war Gasthörer an der Lemberger Universität. Im Jahre 1838 erhielt er, nach der Absolvierung des Studiums, die Priesterweihe. Im selben Jahr begann er in der Lemberger Region in den Ortschaften Humnyska, Nestanytschi und Nowosilky als Priester zu wirken.
Er setzte sich für die Gleichberechtigung der ukrainischen Sprache mit der polnischen ein, war Vertreter des Wiederaufbaus und damit der Wiedergeburt des westukrainischen Landes und gründete zusammen mit Jakiw Holowazkyj und Iwan Wahylewytsch, die er während seines Studiums kennengelernt hatte, 1832 den Dichterkreis „Ruska trijzja“.
Schaschkewytsch „[…] war [Herausgeber] des galiz[isch]-ukrain[ischen] Almanachs in ukrainischer Volkssprache, Russalka Dnistrowa. Ruthenische Volkslieder, in dem die galiz[ische] „Bauernsprache“ in die gesamtukrain[ische] Literatursprache eingeführt wurde.“ und der eine bedeutende Rolle in der nationalen Wiederbelebung und der neuen ukrainischen Literatur in Galizien spielte.
Im Oktober 1836 hielt er erstmals eine Predigt in ukrainischer statt in polnischer Sprache. Diese Initiative wurde von anderen patriotisch gesinnten Priestern unterstützt.
Markijan Schaschkewytsch starb in Armut im Alter von 32 Jahren an Tuberkulose und wurde in Nowosilky beerdigt. 1893 wurden seine Gebeine auf den Lemberger Lytschakiwski-Friedhof überführt.

### Familie
Schaschkewytsch war mit Julia Kruschynska verheiratet. Aus der Ehe ging der Sohn Wolodymyr (1839–1885) hervor. Auch er wurde Schriftsteller.

## Schaffen
Markijan Schaschkewytsch schrieb lyrische Gedichte (Do myloji, Tuha sa mynulym, Dumka), historische Gedichte (O Nalywajku, Chmelnyzkoho obstuplenije Lwowa, Boleslaw Krywoustyj), patriotischen Charakters (Pobratym, Ruska mowa, Lycha dolja, Slowo do tschtytelej ruskoho jasyka, Dajte ruky) und Prosa, wie die Novelle Olena.
Seine ersten Werke Syn Rusy (1833) und Zorja (1834) wurden wegen der Zensur nicht veröffentlicht. Holos halytschan (1835) war das erste Gedicht, welches veröffentlicht wurde. Im Jahre 1836 wurde Azbuka i Abecadlo herausgegeben um die Einführung des lateinischen Alphabets ins Ukrainische zu verhindern. 1837 folgt die Veröffentlichung des Almanachs Russalka Dnistrowaja.
Schaschkewytsch übersetzte ein Teil aus dem Igorlied, die Evangelien nach Matthäus und Johannes. Außerdem übersetzte er Werke aus dem Serbischen, Tschechischen, Polnischen, Griechischen, Lateinischen und dem Deutschen in die ukrainische Sprache.
1837 unternahm er den Versuch, eine phonetische Orthographie für das Ukrainische zusammenzustellen.
Einige Arbeiten wurden erst nach dem Tod Schaschkewytschs veröffentlicht, wie das Werk für Kinder Čytanka (1850), dass von Jakiw Holowazkyj herausgegeben wurde. Außerdem sind die Werke Twory (Kiew, 1960) und Narodni pisni v zapysach Markijana Šaškeviča (Kiew, 1973) zu erwähnen.
Einige seiner Gedichte wurden u. a. von Mychajlo Werbyzkyj vertont.

## Ehrungen
Die poetischen Werke und sein Einsatz für die Ukraine wurden erst nach seinem Tod geschätzt, Ruhm und die Ehre wuchsen postum. Im Juni 1906 wurde auf seinem Grab ein Denkmal errichtet, das von dem Münchner Bildhauer Rudolf Thiele angefertigt wurde.
In seinem Geburtsort Pidlyssja wurde 1959 ein ihm gewidmetes Museum eröffnet auf dem "Pidlyssja hora"-Berg steht ein Kreuz zu Ehren Schaschkewytschs.
Schakschewytsch ist auch außerhalb der Ukraine bekannt geworden, vor allem in der kanadischen Stadt Winnipeg. 1944 errichtete man dort ein bronzenes Denkmal und 1961 gründet man das Institut Markijan Šaškevič. 1981, zu seinem 170. Geburtstag wurde der Park nach ihm benannt ebenso wie das pädagogische College der Stadt Brody (Oblast Lwiw) im Jahre 2003.
Vor einigen Jahren finanzierte der Staat den beiden Dörfern Humnyska und Nestanytschi neue Schulen, die heute auch den Namen Markijan Schaschkewytsch tragen, wie auch die Schule in der polnischen Stadt Premissel. Schüler und Lehrer der Schaschkewytsch-Schulen treffen sich jährlich auf der Pidlyssja hora und organisieren verschiedene Wettbewerbe für junge Künstler, Einzelvorführungen der Laienkunst und Lesestunden.

## Werke
- Do myloji (До милої)
- Tuha sa mynulym (Туга за минулим)
- Dumka (Думка)
- O Nalywajku (О Наливайку)
- Chmelnyzkoho obstuplennja Lwowa (Хмельницького обступлення Львова)
- Boleslaw Krywoustyj (Болеслав Кривоустий)
- Pobratym (Побратим)
- Ruska mowa (Руська мова)
- Lycha dolja (Лиха доля)
- Slowo do tschtytelej ruskoho jasyka (Слово до чтителей руського язика)
- Dajte ruky (Дайте руки)
- Olena (Олена)
- Holos halytschan (Голос галичан) (1835)
- Azbuka i Abecadlo (Азбука і Abecadlo) (1836)
- Russalka Dnistrowaja (Русалка Дністровая) (1837)
- Tuha (Туга)
- Wirna (Вірна)
- Syn ljubymomu otzju (Син любимому отцю)
- Pohonja (Погоня)
- Shadka (Згадка)
- Lys i wowk (Лис і вовк)
- Bahatyj skupez (Багатий скупець)
- Schaworonok i jeho dity (Жаворонок і єго діти)
- Lew i medwid (Лев і медвідь)
- Schtschuka i malenka rybka (Щука і маленька рибка)